# Merciera eckloniana
Merciera eckloniana är en klockväxtart som beskrevs av Heinrich Wilhelm Buek. Merciera eckloniana ingår i släktet Merciera och familjen klockväxter. Inga underarter finns listade i Catalogue of Life.